# Marmota siberiană
Marmota siberiană (Marmota sibirica) este o specie de marmotă (mamifer săpător din ordinul rozătoare / Rodentia) care trăiește în Siberia, în Mongolia și în Mongolia Interioară (China). Este deosebit de protejată în Rezervația Naturală Dauria / Rezervația Naturală Daurski. Aceasta este situată în Siberia, în vechea regiune istorică Dauria, în sud-estul Transbaikaliei.
Se disting două subspecii:
- Marmota sibirica sibirica
- Marmota sibirica caliginosus

În Altaiul mongol arealul marmotei cenușii se suprapune peste cel al marmotei siberiene.